# Panayótis Yannákis
Panayótis Yannákis (en grec Παναγιώτης Γιαννάκης), né le 1er janvier 1959 à Nikaia, est un entraîneur et ancien joueur de basket-ball grec, évoluant au poste de meneur. Champion d'Europe avec la Grèce en 1987, équipe dont il est le joueur possédant le plus de sélections et le meilleur total de points, il remporte également ce même titre en 2005 en tant que sélectionneur. Parmi les autres titres de son palmarès, il est vainqueur de la Ligue des champions d’Europe, ancien nom de l'Euroligue, en 1996 avec le Panathinaïkos. En tant que sélectionneur, il est également vice-champion du monde 2006.

## Biographie
En 1987 lors du championnat d'Europe qui se déroule en Grèce, le duo d'arrière qu'il forme également en club à l'Aris Salonique avec Níkos Gális permet à la Grèce de remporter le titre européen. 
Il met un terme à sa carrière internationale après les Jeux olympiques 1996 à Atlanta, décision prise après la victoire dans le Final Four de championnat d'Europe 1996 se déroulant à Paris avec le Panathinaïkos, euroligue qu'il remporte enfin après quatre autres participations au dernier carré.
Après sa carrière de joueur, il entame une carrière d'entraîneur. En 2005, il conduit son équipe nationale de Grèce au titre européen.
Il est le premier à remporter la coupe d'Europe en tant que joueur et en  tant qu’entraîneur.
En 2006, il atteint la finale du championnat du monde, en écartant les États-Unis en demi finale.
En 2008, il est nommé au poste d'entraîneur du club de l'Olympiakos à la place de Pini Gershon.
En juin 2012, il est nommé au poste d'entraîneur du CSP Limoges pour deux saisons. Le club, fraichement promu en Pro A, fait redorer son blason en remportant le Match des champions face au champion de France en titre : Chalon. Il obtient surtout le maintien en ProA, qui était l'objectif officiel  du club et du président Forte.
En avril 2013, Panayótis Yannákis accepte le poste de sélectionneur de l'équipe de Chine pour trois ans en remplacement de Bob Donewald. Il devrait rester entraîneur de Limoges tout en étant sélectionneur de la Chine. Cependant, en juin 2013, il est licencié du CSP Limoges pour « faute grave » pour avoir rejoint la sélection chinoise,, sélection qu'il ne parvient pas à qualifier pour la coupe du monde 2014 après une élimination en quart de finale face à Taïwan lors du Championnat d'Asie 2013. Alors qu'il demandait 1,5 million d'euros en dédommagement de son licenciement, il est condamné à verser au CSP la somme de 50 000 euros, plus 10 000 euros de frais de procédure, par le conseil de prud’hommes de Limoges,. Cette décision après avoir été confirmée en appel a cependant été annulée par la Chambre sociale de la Cour de cassation le 26 avril 2017. Bien que la rupture du CDD pour faute grave ait été jugé valide, l'employeur, le CSP Limoges ne pouvait prétendre au versement d'une indemnité.

## Clubs successifs

### Joueur
- 1972-1984 :  Ionikos Nikaias
- 1984-1993 :  Aris Salonique
- 1993-1994 :  Paniónios BC
- 1994-1996 :  Panathinaïkos

### Entraîneur
- 2001-2002 :  Paniónios BC
- 2002-2006 :  Maroússi Athènes
- 2004-2008 :  Grèce
- 2008-2010 :  Olympiakos
- 2012-2013 :  Limoges CSP
- 2013 :  Chine

## Palmarès

### Équipe nationale
Joueur
- Championnat d'Europe
  -  Médaille d’or du championnat d'Europe 1987 à Athènes
  -  Médaille d'argent du championnat d'Europe 1989 à Zagreb

Entraîneur
- Championnat du monde masculin de basket-ball
  -  Médaille d'argent du Championnat du monde 2006
- championnat d'Europe
  -  Médaille d’or du championnat d'Europe 2005 à Belgrade

### Club
- Euroligue 1996
- Participation au Final Four de l'Euroligue 1988, 1989, 1990, 1995, 1996
- Coupe d'Europe 1993